# Estadio Lemon Gas Hiratsuka
El Estadio Lemon Gas Hiratsuka (レモンガススタジアム平塚 Remon Gasu Sutajiamu Hiratsuka?) es un estadio multiusos situado en la ciudad de Hiratsuka, prefectura de Kanagawa, en Japón. La instalación deportiva inaugurada en 1987 posee una capacidad para 18 600 personas y se utiliza principalmente para el fútbol y rugby. Es la casa del club de fútbol Shonan Bellmare de la J1 League.

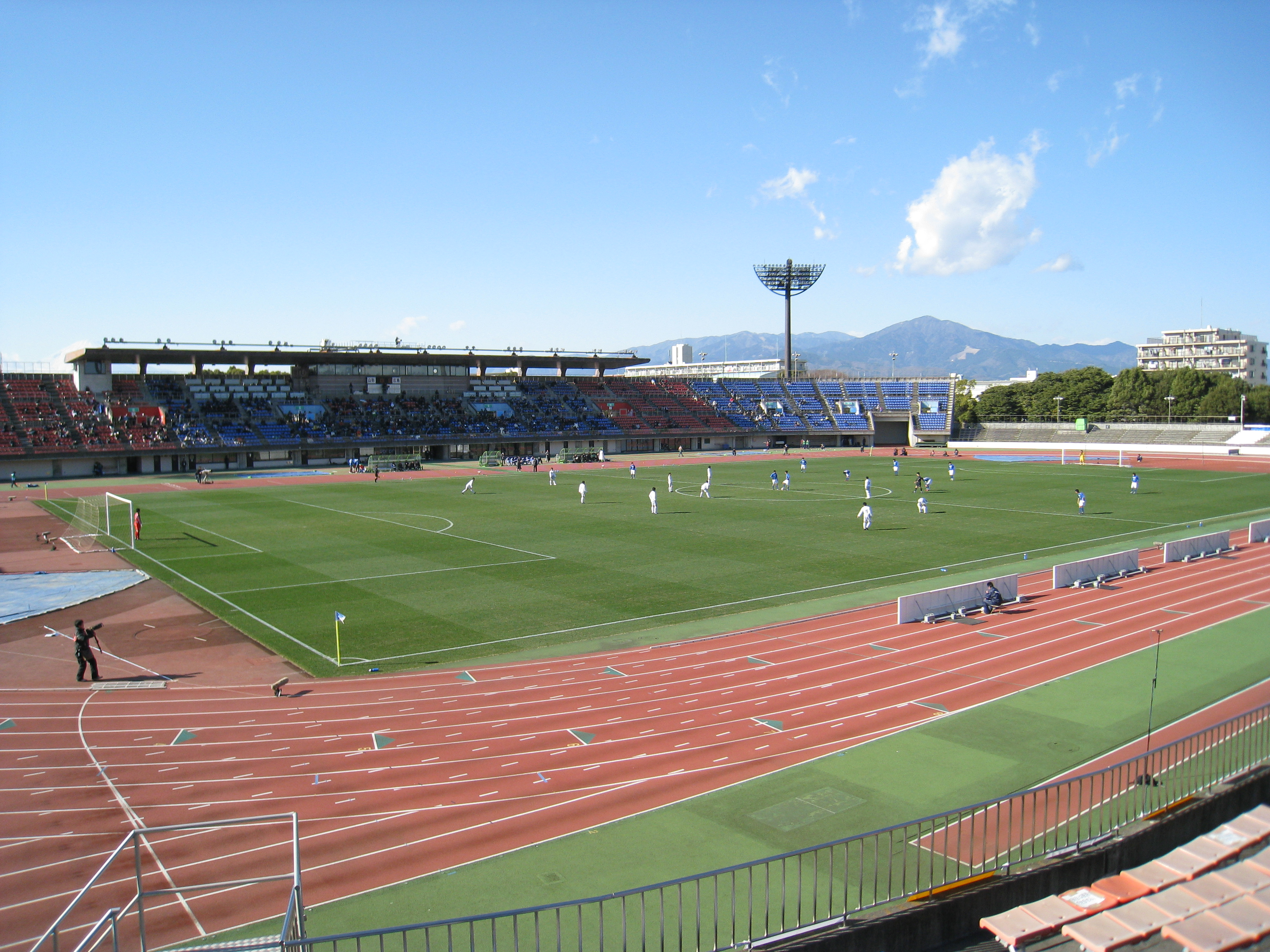
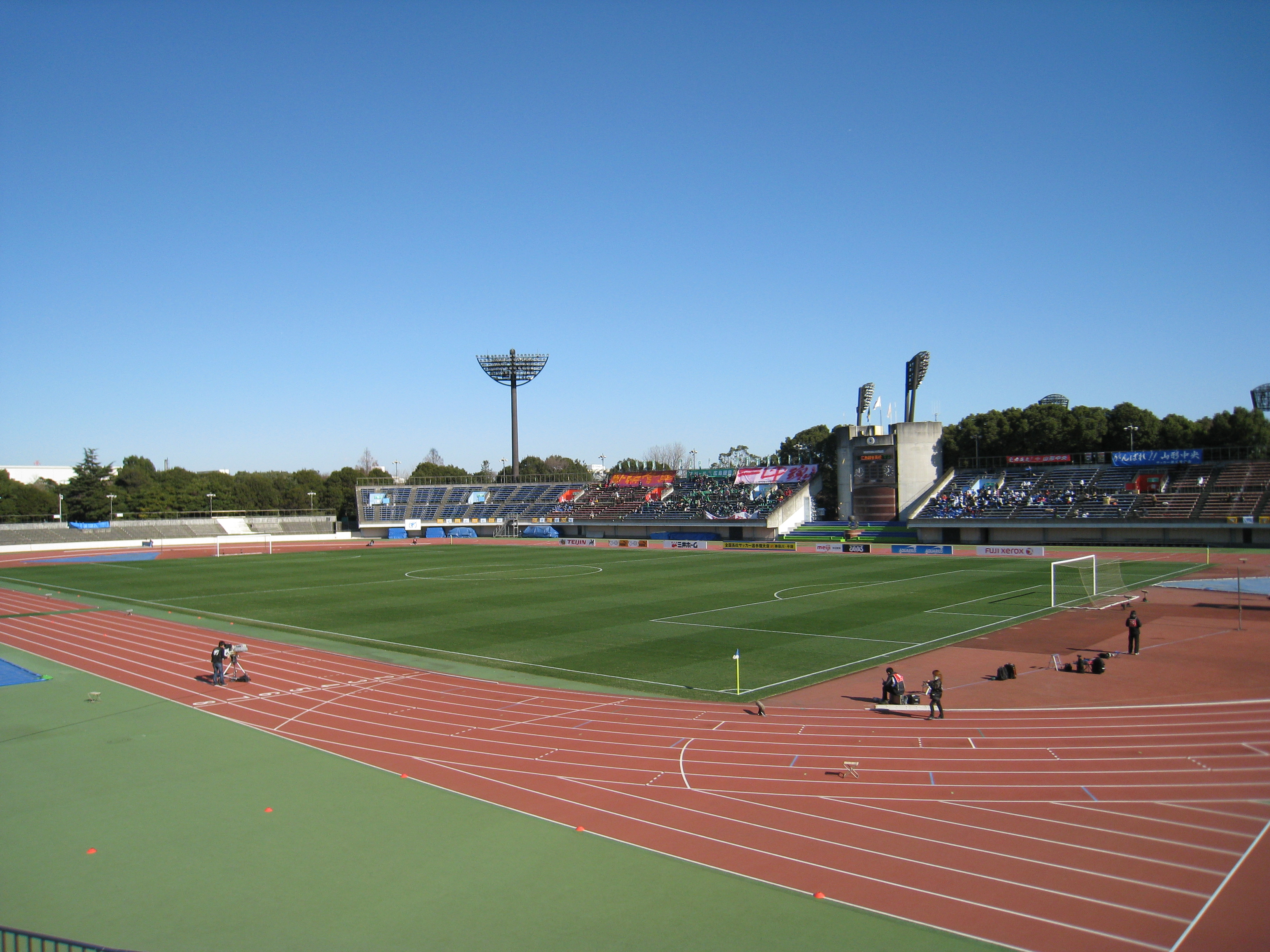